# Grease (musical)
Grease – musical z 1971 roku autorstwa Jima Jacobsa i Warrena Caseya. Na podstawie tego musicalu powstał w 1978 roku film w reżyserii Randala Kleisera o tym samym tytule. 

## Greasew Polsce

### Teatr Muzyczny ROMA w Warszawie
Na podstawie źródła.
- Premiera: 5 stycznia 2002
- Producent: Marek Szyjko
- Reżyseria: Wojciech Kępczyński
- Kierownictwo muzyczne: Maciej Pawłowski
- Choreografia: Jacek Badurek
- Kostiumy: Dorota Kołodyńska
- Reżyseria światła: Mieczysław Kozioł

Obsada
- Beata Wyrąbkiewicz, Ewa Lachowicz — Sandy Dumbrowski
- Konrad Imiela, Michał Milowicz — Danny Zuko
- Jakub Szydłowski — Danny Zuko/Kenickie/Johnny Casino
- Damian Aleksander — Danny Zuko/Kenickie
- Anna Sztejner — Betty Rizzo
- Anna Mamczur, Anita Urban — Marty
- Magdalena Krylik — Marty/Patty Simcox
- Monika Rowińska, Katarzyna Łaska — Frenchy
- Agnieszka Bogdan — Frenchy/Patty Simcox
- Marta Smuk, Izabela Bujniewicz — Jan
- Agnieszka Brańska — Patty Simcox
- Paweł Podgórski — Kenickie
- Jan Bzdawka — Doody
- Mariusz Drężek, Krzysztof Cybiński — Sonny Latieri
- Wojciech Dmochowski, Bartosz Adamczyk — Roger
- Grzegorz Pierczyński — Eugene/Johnny Casino
- Barbara Wrzesińska — Miss Lynch
- Dariusz Kordek — Johnny Casino
- Tomasz Steciuk, Łukasz Zagrobelny — Anioł Stróż (specjalista ds. nastolatek)
- Wojciech Paszkowski — Vincent Fontaine

Młodzież Rydell High School: Katarzyna Gaweł, Marcin Wortmann, Paweł Strymiński, Patrycja Wódz i Łukasz Zagrobelny.

### Teatr Muzyczny im. Danuty Baduszkowej w Gdyni
- Premiera: 6 maja 2011
- Przekład: Jerzy Siemasz; tłumaczenie piosenek: Andrzej Ozga
- Kierownictwo muzyczne: Tomasz Filipczak, Dariusz Różankiewicz
- Reżyseria: Maciej Korwin
- Choreografia: Jarosław Staniek
- Scenografia: Wojciech Stefaniak
- Kostiumy: Dorota Zalewska
- Przygotowanie wokalne: Agnieszka Szydłowska
- Współpraca reżyserska: Bernard Szyc
- Reżyseria światła: Artur Szyman
- Dźwięk: Mariusz Fortuniak, Maciej Chopecki
- Asystent reżysera: Paweł Bernaciak
- Asystent choreografa: Joanna Semeńczuk
- Asystent scenografa: Renata Godlewska

Obsada
- Danny Zuko – Marek Kaliszuk / Paweł Kubat / Maciej Podgórzak
- Sandy Olson – Dorota Białkowska / Paulina Łaba
- Kenickie – Paweł Czajka / Krzysztof Wojciechowski
- Betty Rizzo – Renia Gosławska / Aleksandra Meller
- Sonny Latierri  — Tomasz Bacajewski / Sebastian Wisłocki
- Frenchy – Agnieszka Król  / Karolina Merda
- Roger – Paweł Mielewczyk  / Adam Zawicki
- Marty —  Mariola Kurnicka / Anna-Maria Urbanowska
- Doody – Michał Zacharek / Krzysztof Żabka
- Jan — Magdalena Smuk  / Agnieszka Rose
- Eugene Florczyk —  Tomasz Czarnecki / Janusz Żak
- Patty Simcox – Anna Krawecińska
- Vince Fontaine – Jerzy Michalski
- Cha-cha Digregorio – Julia Frankowska
- Johny Casino – Tomasz Więcek
- Miss Lynch – Ewa Gregor
- Anioł – Sebastian Münch

- Dziewczyny z Rydell: Ewelina Dańko, Vilde Valldal Johannessen, Paulina Kroszel, Eliza Kujawska, Dorota Śliwińska, Paulina Grochowska, Anna Nowacka, Tina Popko, Katarzyna Wojasińska

- Chłopaki z Rydell: Kamil Frącek, Stavros Pittas, Michał Cyran, Jeremiasz Gzyl, Krzysztof Kowalski, Mateusz Kwiecień, Paweł Góralski

- Uczestnicy Zjazdu Absolwentów Rydell: Anna Andrzejewska, Grażyna Drejska, Grażyna Dunal, Ewa Gierlińska, Dorota Kowalewska, Ewa Wielebska, Krystyna Wodzyńska, Tomasz Fogiel, Rafał Ostrowski, Marek Richter, Zbigniew Sikora, Bernard Szyc, Andrzej Śledź

### Teatr Muzyczny Proscenium w Warszawie
Na podstawie źródła.
- Premiera: 3 marca 2023 w Scenie Relax
- Przekład: Jerzy Siemasz; tłumaczenie piosenek: Andrzej Ozga
- Kierownictwo muzyczne: Jarosław Praszczałek
- Reżyseria: Antoniusz Dietzius
- Kierownictwo produkcji: Artur Gancarz, Michał Olechniewicz
- Choreografia: Agnieszka Brańska
- Przygotowanie wokalne: Anastazja Simińska, Adrianna Furmanik-Celejewska
- Scenografia: Bartłomiej Szrubarek, Antoniusz Dietzius, Mateusz Otłowski
- Kostiumy: Paulina Skowrońska
- Charakteryzacja: Dominika Zatońska-Mosior
- Fryzury: Tomasz Piszczek
- Reżyseria światła: Michał Piskorski, Krzysztof Gantner
- Dźwięk: Łukasz Łęcki, Patryk Kuryło
- Asystent reżysera: Natalia Podsiadła
- Asystent choreografa: Łukasz Obłąk

Obsada
- Danny Zuko – Jakub Cendrowski / Karol Jankiewicz (gościnnie)
- Sandy Olson – Magda Kusa
- Kenickie – Jędrzej Czerwonogrodzki / Chris Cugowski
- Betty Rizzo – Weronika Jeleśniański
- Sonny Latierri  — Rafał Tomaka
- Marty — Angelika Kurowska / Paulina Mróz
- Doody – Jakub Boros
- Frenchy – Aleksandra Kołodziej / Aleksandra Lewicka
- Roger – Bartłomiej Szrubarek
- Jan — Angelika Jasińska / Natalia Podsiadła
- Eugene — Łukasz Obłąk
- Patty Simcox – Paulina Skowrońska
- Vince Fontaine – Mateusz Otłowski
- Cha-Cha Digregorio – Dominika Sobol
- Johny Casino – Mikołaj Kisiel
- Miss Lynch – Joanna Węgrzynowska / Antoniusz Dietzius
- Anioł Stróż ds. nastolatek – Wojciech Bochra
- Kelnerka: Marta Rodziejczak
- Uczniowie Rydell High School / zespół taneczny: Małgorzata Miklaszewska, Natalia Podsiadła, Magdalena Olędzka, Sergiusz Królak, Dominik Kuśnierczyk, Karol Ledwosiński.